# Sapromyza nigricornis
Sapromyza nigricornis är en tvåvingeart som först beskrevs av Robineau-desvoidy 1830.  Sapromyza nigricornis ingår i släktet Sapromyza och familjen lövflugor.
Artens utbredningsområde är Frankrike. Inga underarter finns listade i Catalogue of Life.